# Хироптофобија
Хироптофобија је страх од слепих мишева и фобија повезана са честим негативним стереотипима о слепим мишевима. Реч хироптофобија настала је од грчких речи χείρ, cheir, "рука", πτερόν, pteron, "крило" и φόβος, phobos, "страх".
Насупрот широко распрострањеној заблуди, само три врсте слепих мишева хране се крвљу, а ове врсте живе само у Латинској Америци. Незнање често води до погрешне идентификације. Истовремено, страх од слепих мишева може бити изазван када особа доживи изненадно искуство са слепим мишевима, као на пример, када колонија слепих мишева излети из пећине. Заправо се већина слепих мишева плаши људи и виде човека као потенцијалног предатора; слепи мишеви када су узнемирени инстинктивно беже што брже могу, а мајчинске колоније некада напуштају своју децу јер очајно желе да побегну. људи се често плаше слепих мишева и због страха од беснила, али само 0,5% вампирских слепих мишева преноси беснило.
Као што је то случај са специфичним фобијама, повремени страх може довести до абнормалне анксиозности која захтева лечење. Ненормални страх од слепих мишева може се лечити било којом стандардном терапијом за фобије. Због чињенице да страх не мења начин живота, обично се може оставити неизлечен.
На основу страха од слепих мишева, вампири у причама и филмовима често се приказују као способни да се трансформишу у слепе мишеве. Модеран пример страха од слепих мишева у фикцији је Бетмен из DC стрипова (енгл. "batman" - човек-слепи миш). У многим адаптацијама, Бетмен је одабрао да имитира слепе мишеве како би утерао страх у кости криминалаца. У филму Бетмен почиње, Брус Вејн, Бетменов тајни идентитет, заправо развија страх од слепих мишева јер је као дете пао у пећину и напали су га слепи мишеви.